# Ри, Филлип
Филлип Ри (англ. Phillip Rhee; род. 7 сентября 1960, Сеул, Южная Корея) — американский мастер боевых искусств, киноактёр, режиссёр, сценарист и продюсер южнокорейского происхождения. Родился в Южной Корее и вырос в Сан-Франциско, штат Калифорния. Наиболее известен по серии фильмов «Лучшие из лучших» (1, 2, 3, 4), в которой выступил в качестве создателя и исполнителя главной роли.
После выхода в 1998 году четвёртого фильма серии, спродюсированного и снятого им по собственному сценарию, Ри неожиданно покинул профессию актёра и занялся стереоконвертацией в фильмах-блокбастерах. Однако спустя более пятнадцати лет снял «детскую версию» оригинальной ленты — фильм 2015 года «Неудачники», в котором также выступил как исполнитель главной роли, сценарист и продюсер. В том же году он объявил о планах спродюсировать перезапуск серии «Лучшие из лучших».

## Фильмография

### Актёр
- 1977 — Солянка по-кентуккийски / The Kentucky Fried Movie — телохранитель Клана
- 1983 — Огненный бой / Firefight (короткометражный фильм)
- 1984 — Бешеный / Furious — мастер Чан
- 1985 — Территория ниндзя[англ.] / L.A. Streetfighters — Тони
- 1986 — Чертовки / Hell Squad — боец-каратист
- 1988 — Молчаливые убийцы / Silent Assassins — Бернард
- 1988 — Преступный киллер / Crime Killer — охранник
- 1989 — Лучшие из лучших / Best of the Best — Томми Ли
- 1993 — Лучшие из лучших 2 / Best of the Best 2 — Томми Ли
- 1995 — Лучшие из лучших 3 / Best of the Best 3: No Turning Back — Томми Ли
- 1998 — Лучший из лучших 4: Без предупреждения / Best of the Best 4: Without Warning — Томми Ли
- 2015 — Неудачники[англ.] / Underdog Kids — Джимми «Молния» Ли
- 2017 — Два швейцара 3 / Two Bellmen Three (короткометражный фильм) — ведущий церемонии

### За кадром
- 1984 — Бешеный / Furious — постановщик боевых сцен
- 1985 — Территория ниндзя[англ.] / L.A. Streetfighters — менеджер по производству
- 1988 — Молчаливые убийцы / Silent Assassins — постановщик боевых сцен, продюсер
- 1989 — Лучшие из лучших / Best of the Best — соавтор сюжета, продюсер
- 1993 — Лучшие из лучших 2 / Best of the Best 2 — продюсер
- 1995 — Лучшие из лучших 3 / Best of the Best 3: No Turning Back — режиссёр, продюсер
- 1997 — Титаник / Titanic — стереоконвертация
- 1998 — Лучший из лучших 4: Без предупреждения / Best of the Best 4: Without Warning — режиссёр, соавтор сценария, продюсер
- 2010 — Хроники Нарнии: Покоритель Зари / The Chronicles of Narnia: The Voyage of the Dawn Treader — стереоконвертация
- 2011 — Красная Шапка против зла / Hoodwinked Too! Hood vs. Evil — стереоконвертация
- 2011 — Трансформеры 3: Тёмная сторона Луны / Transformers: Dark of the Moon — стереоконвертация
- 2011 — Смурфики / The Smurfs — стереоконвертация
- 2012 — Джон Картер / John Carter — стереоконвертация
- 2012 — Президент Линкольн: Охотник на вампиров / Abraham Lincoln: Vampire Hunter — стереоконвертация
- 2013 — Охотники на ведьм / Hansel & Gretel: Witch Hunters — стереоконвертация
- 2015 — Неудачники[англ.] / Underdog Kids — режиссёр, автор сюжета и сценария, продюсер, стереоконвертация